# Robot Entertainment
Robot Entertainment — компания, специализирующаяся на разработке компьютерных игр. Была создана основателями Ensemble Studios, закрытой дочерней компании Microsoft (другая часть работников из Ensemble основала студию Bonfire Studios).
В настоящий момент[когда?] Robot Entertainment осуществляет техническую поддержку игровых серверов и выпуск обновлений для ранее выпущенных под маркой закрытой компании Ensemble Studios продуктов (серии игр Age of Empires), а также занималась разработкой нового проекта, компьютерной игры в жанре MMORTS Age of Empires Online, однако в феврале 2010 года была отстранена от разработки.

## Игры
- Age of Empires Online (2011)
- Orcs Must Die! (2011)
- Hero Academy (2012)
- Orcs Must Die! 2 (2012)
- Echo Prime (2014)
- Orcs Must Die! Unchained (2017[5])
- Hero Academy 2 (2017)
- ReadySet Heroes (2019)
- Orcs Must Die! 3 (2020)
- Orcs Must Die! Deathtrap (2025)